# FKブハラ
FKブハラ（FK Buxoro (ウズベク語: Futbol Klubi Buxoro)）は、ウズベキスタン・カシュカダリヤ州の州都ブハラを本拠地とするサッカークラブである。

## 概要
冷戦終結の1989年に創設され、1991年にソビエト連邦崩壊によって新設されたウズベク・リーグに参加した。過去2部降格の経験はなく、中堅クラブの地位を築いている。過去最高順位は1994シーズンの2位。

## チーム名の変遷
参考：RSSSF.com
- 1960-1967 FKブハラ
- 1967-1980 ファケル
- 1980-1988 FKブハラ
- 1989-1997 ヌラフション
- 1997-: FKブハラ[3]

## タイトル

### 国内タイトル
なし

### 国際タイトル
なし

## 歴代所属選手
- ヴァギズ・ガリウリン
- イスロム・イノモフ
- ウルグベク・バカエフ
- シャフカト・サラーモフ
- 柴村直弥 2012-2014